# Haussez
Haussez est une commune française située dans le département de la Seine-Maritime en région Normandie.

## Géographie
|                    | Saint-Michel-d'Halescourt, Grumesnil | Canny-sur-Thérain Oise       |
| Saumont-la-Poterie | Haussez                              | Saint-Samson-la-Poterie Oise |
| Ménerval           | Doudeauville                         | Villers-Vermont Oise         |

### Hydrographie
La commune est située dans le bassin Seine-Normandie. Elle est drainée par l'Epte, le ruisseau d'Halescourt, le cours d'eau 01 de la commune de Canny-sur-Thérain, le cours d'eau 01 de la commune de Haussez, le cours d'eau 02 de la commune de Canny-sur-Thérain et le cours d'eau 02 de la commune de Grumesnil,,.
L'Epte, d'une longueur de 113 km, prend sa source dans la commune de Compainville et se jette  dans la Seine à Notre-Dame-de-la-Mer, après avoir traversé 44 communes. Les caractéristiques hydrologiques de l'Epte sont données par la station hydrologique située sur la commune de Saumont-la-Poterie. Le débit moyen mensuel est de 0,343 m3/s. Le débit moyen journalier maximum est de 7,04 m3/s, atteint lors de la crue du 16 décembre 2011. Le débit instantané maximal est quant à lui de 11,1 m3/s, atteint le même jour.

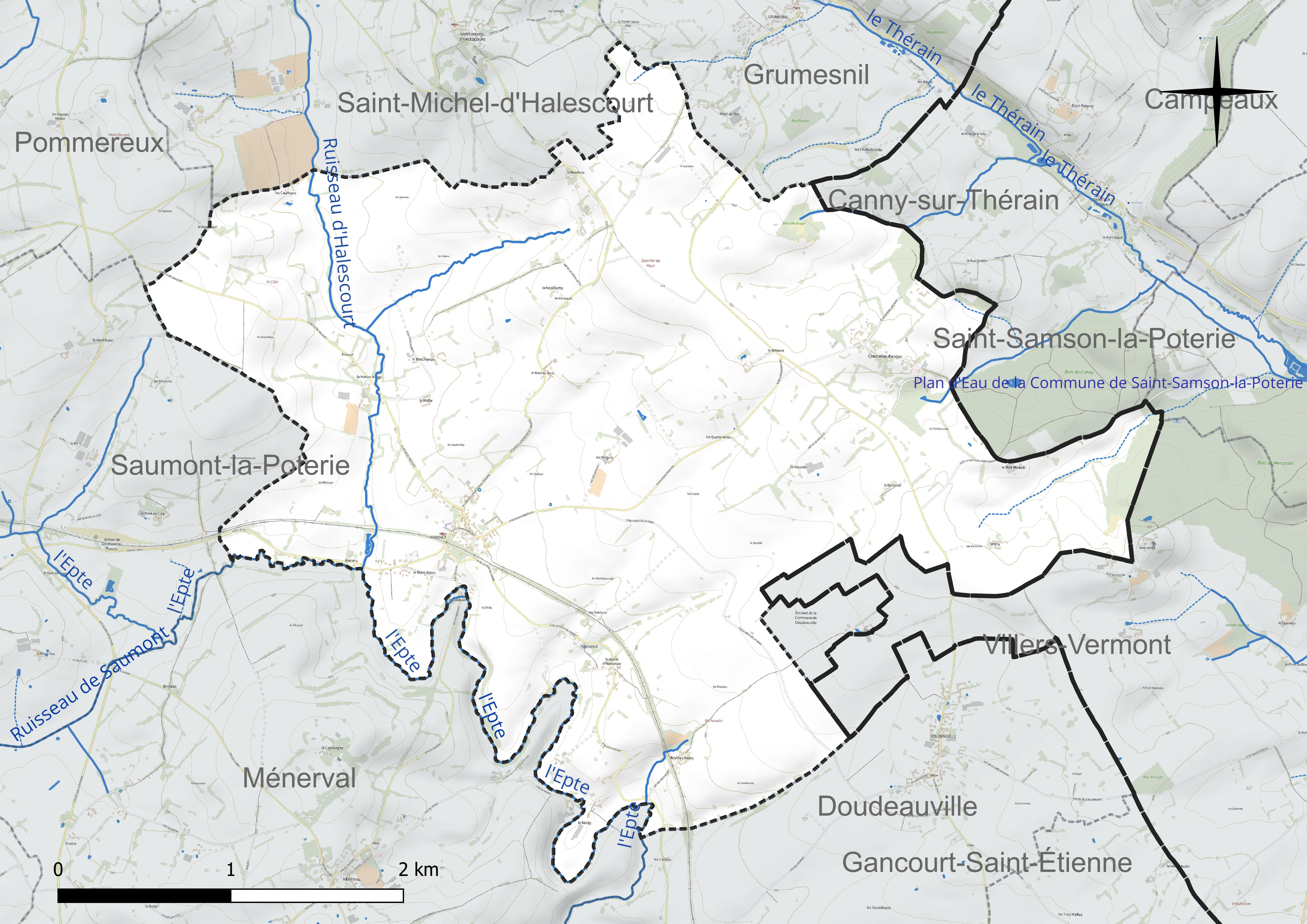
Réseau hydrographique d'Haussez.

### Climat
Pour des articles plus généraux, voir Climat de la Normandie et Climat de la Seine-Maritime.
En 2010, le climat de la commune est de type climat océanique altéré, selon une étude du CNRS s'appuyant sur une série de données couvrant la période 1971-2000. En 2020, Météo-France publie une typologie des climats de la France métropolitaine dans laquelle la commune est exposée à un climat océanique et est dans la région climatique Côtes de la Manche orientale, caractérisée par un faible ensoleillement (1 550 h/an) ; forte humidité de l’air (plus de 20 h/jour avec humidité relative > 80 % en hiver), vents forts fréquents. Parallèlement le GIEC normand, un groupe régional d’experts sur le climat, différencie quant à lui, dans une étude de 2020, trois grands types de climats pour la région Normandie, nuancés à une échelle plus fine par les facteurs géographiques locaux. La commune est, selon ce zonage, exposée à un « climat contrasté des collines », correspondant au Pays de Bray, bien arrosé et frais.
Pour la période 1971-2000, la température annuelle moyenne est de 10 °C, avec une amplitude thermique annuelle de 13,7 °C. Le cumul annuel moyen de précipitations est de 840 mm, avec 12,5 jours de précipitations en janvier et 8,7 jours en juillet. Pour la période 1991-2020, la température moyenne annuelle observée sur la station météorologique la plus proche, située sur la commune de Forges-les-Eaux à 9 km à vol d'oiseau, est de 10,7 °C et le cumul annuel moyen de précipitations est de 860,1 mm,. Pour l'avenir, les paramètres climatiques de la commune estimés pour 2050 selon différents scénarios d’émission de gaz à effet de serre sont consultables sur un site dédié publié par Météo-France en novembre 2022.

## Urbanisme

### Typologie
Au 1er janvier 2024, Haussez est catégorisée commune rurale à habitat très dispersé, selon la nouvelle grille communale de densité à sept niveaux définie par l'Insee en 2022.
Elle est située hors unité urbaine. Par ailleurs la commune fait partie de l'aire d'attraction de Gournay-en-Bray, dont elle est une commune de la couronne,. Cette aire, qui regroupe 21 communes, est catégorisée dans les aires de moins de 50 000 habitants,.

### Occupation des sols
L'occupation des sols de la commune, telle qu'elle ressort de la base de données européenne d’occupation biophysique des sols Corine Land Cover (CLC), est marquée par l'importance des territoires agricoles (97,6 % en 2018), une proportion identique à celle de 1990 (97,6 %). La répartition détaillée en 2018 est la suivante : 
prairies (63,7 %), terres arables (33,9 %), zones urbanisées (2 %), forêts (0,4 %). L'évolution de l’occupation des sols de la commune et de ses infrastructures peut être observée sur les différentes représentations cartographiques du territoire : la carte de Cassini (XVIIIe siècle), la carte d'état-major (1820-1866) et les cartes ou photos aériennes de l'IGN pour la période actuelle (1950 à aujourd'hui).

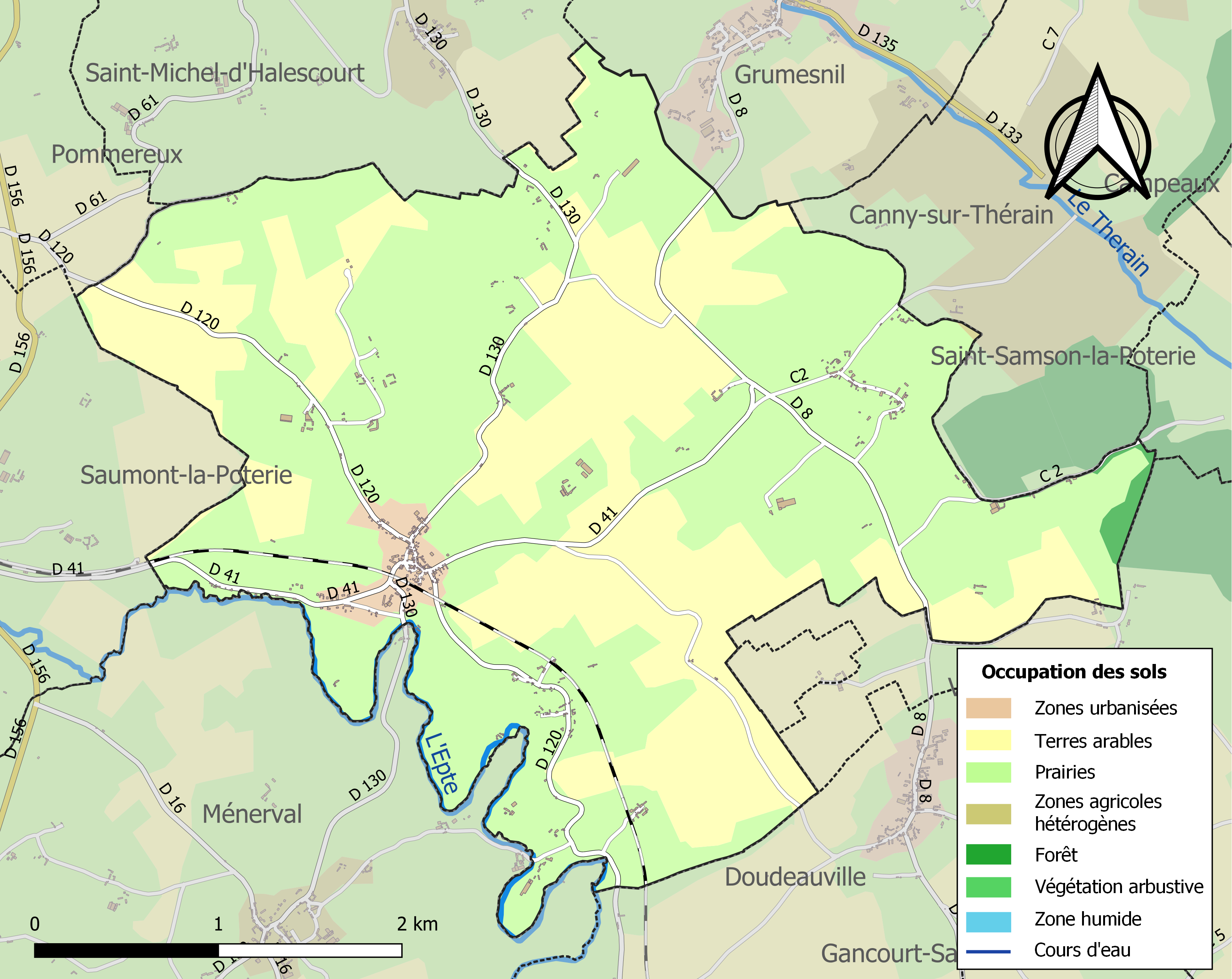
Carte des infrastructures et de l'occupation des sols de la commune en 2018 (CLC).

## Toponymie
Le nom de la localité est attesté sous les formes Petrus de Hausses en 1291; Noble fieu de Hauseiz en 1405; Capella Sancti Audoeni in ecclesie de Haussez avant 1318; ecclesia de Haussez vers 1321 (Longnon); d'Haussé en 1753; Haussay en 1715 (Frémont); Haussez en 1757 (Cassini).
Fricourt est un hameau d’Haussez.

Le nom de ce hameau est attesté sous les formes Frécourt en 1220 et  Friescourt en 1260; Ce nom vient du vieux mot frich, qui signifie « friche », et de court, « ferme, exploitation agricole  ».
 
L'origine de ce lieu serait une ferme établie sur une lande inculte.

## Histoire
La commune d'Haussez résulte de la fusion en 1824 des deux anciennes communes d'Haussez et de Courcelles-Rançon.
FRICOURT a été et est toujours un hameau d’Haussez, commune du canton de Forges-les-eaux, arrondissement de Neufchatel, département de la Seine-Maritime.
Comme Haussez, dont il dépend, il relevait, avant la révolution du seigneur vidame de Gerberoy, lui-même représentant l’évêque de Beauvais qui a son tour relevait du roi. À la mort du dernier vidame héréditaire en 1195, l’évêque de Beauvais devint vidame.(1)
On trouve quelquefois Friécourt et Frécourt; ce nom vient du vieux mot frich, qui signifie friche, et de cortis, cour, enclos. Massevile (1722) dit que Fricourt et un hameau voisin Boshavot, avaient ensemble 20 feux (2). La population de Fricourt en 1852 était de 93 habitants.(1) Donc population constante…
L'origine de ce lieu serait une ferme établie sur une lande inculte.  Il est à noter qu’on n’a pas trouvé de vestiges gallo-romains sur le site de Fricourt, bien qu’ils soient communs dans la région.L’établissement de Fricourt remonte probablement au règne de Hugues Capet (960-996), période ou il y eut un grand changement à propos des seigneuries; ce roi, fondateur de la dynastie capétienne, adjugeant les terres incultes à des chevaliers (militaires) plutôt qu’à l’aristocratie carolingienne. Ceci explique probablement pourquoi Fricourt était un fief de haubert; relevant du roi, dont le seigneur en était nécessairement chevalier et devait servir le roi en ses guerres, tel que mentionné dans un compte général des dépenses et revenus du roi Philippe-Auguste pour l'année 1202 (3).
Avec les années, ce fief et bien d’autres de la région furent regroupés sous le vidamé de Gerberoy, représentant le roi, par l’évêque de Beauvais. Du temps de Louis XII, plusieurs des fiefs du roy qui dépendaient auparavant de Grerberoy ont été transférés en la dépendance dela châtellenie de Gournay (duché de Longueville).
Les seigneurs connus de Fricourt. :
Avant 1312 - Jean d’Abancourt, en douaire. Ce même Jean, chevalier, avait servi Philippe IV le Bel en 1302 pour les guerres de Flandre. (4)
1312 (mars) - Mathieu d’Abancourt, son fils. "item,  le fié que Jehan d'Albencourt, chevalier, tient pat .I. membre de haubert en douaire a Fricourt, en ladite parroisse de Haussers, dont la proprieté est Mahiu son filg, et rent l'en .C. sous de taille par an;" (4)
1317 (août) - Le roi Philippe V dit Le Long, fils de Philippe IV dit Le Bel, octroya le transfert des droits d'usage de Mathieu d'Abancourt en la forêt de Bray de son fief de Fricourt auxquels ils étaient attachés, à son fief d'Abancourt. Abancourt (76666) est à environ 2 kilomètres de la forêt de Bray, tandis que Fricourt est à huit kilomètres de cette forêt. (5)
1331 - Mahi d’Abancourt (peut-être le même Mathieu). « Mahi d’Abencourt escuyer tient du roy I fie qui vaut XL livres de terre et I arriere fie » (6)
1412 - Druon d’Abancourt - chevalier, selon l’inventaire de la chambre des comptes.(7)
Vers 1450 - Guillaume d’Abancourt, chevalier, fils du précédent (7)
1503 - Andrieu d’Abancourt, fils du précédent, « un pleinf fief à Fricourt» relevant de la châtellenie de Gournay. (appartenant à François d’Orléans-Longueville).(8)
1524 - Jean d’Abancourt,  petit fils du précédent (9)
Vers 1550 - Antoinette de Baudreuil, arrière-petite fille d’Andrieu et marié à Jean de Mailly. Elle est toujours dite dame de Fricourt en 1579.(10)
1553 - Jean de Mailly, à cause de sa femme, Antoinette de Baudreuil (10)
1697 - Jacques de Bézu (11)
Sources :
(1) N.R. Potin de la Mairie, Le Bray normand et le Bray picard (1852).
(2) V. État géographique de la province de Normandie, t. II, p. 490, Louis Le Vavasseur de Masseville.
(3) Brussel, Nouvel examen de l'usage général des fiefs en France, t. II, p. CLlI. - ANF.
(4) Cartulaire et actes d 'Enguerran de Marigny publiés par Jean Favier, Cartulaire et actes d 'Enguerran de Marigny (BNF, 1965, Paris), Acte no 32, p. 75-76-77.
(5) Trésor des chartes, J reg.53, Fo 108., BNF
(6) Recherches sur les anciens Comtes de Beaumont, p. 204. Douet d’Arcq. (Les noms des fiefs ne sont pas menionnés.)
(7) ANF PP//1
(8) Registre des fiefs et arrières-fiefs du bailliage de Caux, 1503, A. Beaucousin, 1891.
(9) La Chesnaye Desbois, Recueil de Généalogie pour servir de suite au dictionnaire de la noblesse (Paris, 1783. Tome XIII ou premier recueil), T13 p. 20.
(10) Potin de la Mairie, Recherches ...sur les possessions des Sires normands de Gournay, le Bray normand et le Bray picard et sur toutes les communes de l'arrondissement de Neufchâtel, page 34
(11) A.F.J. Borel d'Hauterive, Armorial Général de France, selon le recueil officiel dressé par C. d'Hozier. (Paris : bureau de l'"Annuaire de la noblesse", 1856-1878), Volume II, page 98.

## Politique et administration
| Période                                  | Période                    | Identité        | Étiquette | Qualité                         |
| ---------------------------------------- | -------------------------- | --------------- | --------- | ------------------------------- |
| Les données manquantes sont à compléter. |                            |                 |           |                                 |
|                                          | mars 2001                  | Andre Levillain |           |                                 |
| Les données manquantes sont à compléter. |                            |                 |           |                                 |
| avril 2014                               | En cours (au 10 août 2020) | Marcel Coaillet |           | Réélu pour le mandat 2020-2026, |

## Démographie
L'évolution du nombre d'habitants est connue à travers les recensements de la population effectués dans la commune depuis 1793. Pour les communes de moins de 10 000 habitants, une enquête de recensement portant sur toute la population est réalisée tous les cinq ans, les populations de référence des années intermédiaires étant quant à elles estimées par interpolation ou extrapolation. Pour la commune, le premier recensement exhaustif entrant dans le cadre du nouveau dispositif a été réalisé en 2008.

En 2022, la commune comptait 277 habitants, en évolution de +0,73 % par rapport à 2016 (Seine-Maritime : +0,35 %, France hors Mayotte : +2,11 %).
| 1793 | 1800 | 1806 | 1821 | 1831 | 1836 | 1841 | 1846 | 1851 |
| ---- | ---- | ---- | ---- | ---- | ---- | ---- | ---- | ---- |
| 655  | 750  | 593  | 707  | 699  | 661  | 670  | 632  | 610  |

| 1856 | 1861 | 1866 | 1872 | 1876 | 1881 | 1886 | 1891 | 1896 |
| ---- | ---- | ---- | ---- | ---- | ---- | ---- | ---- | ---- |
| 616  | 606  | 615  | 580  | 607  | 601  | 605  | 624  | 544  |

| 1901 | 1906 | 1911 | 1921 | 1926 | 1931 | 1936 | 1946 | 1954 |
| ---- | ---- | ---- | ---- | ---- | ---- | ---- | ---- | ---- |
| 544  | 563  | 538  | 530  | 455  | 481  | 495  | 505  | 480  |

| 1962 | 1968 | 1975 | 1982 | 1990 | 1999 | 2006 | 2008 | 2013 |
| ---- | ---- | ---- | ---- | ---- | ---- | ---- | ---- | ---- |
| 422  | 370  | 287  | 265  | 237  | 233  | 268  | 278  | 270  |

| 2018 | 2022 | - | - | - | - | - | - | - |
| ---- | ---- | - | - | - | - | - | - | - |
| 281  | 277  | - | - | - | - | - | - | - |

## Culture locale et patrimoine

### Lieux et monuments
- Église Saint-Martin des XIIe et XIIIe siècles modifiée aux XVIe et XVIIe siècles. Son porche comporte des colonnes de pierre.
- Église Saint-Pierre (Courcelles-Rançon).

### Personnalités liées à la commune
- Paul Slack, britannique né à Tunbridge Wells en 1957, auteur-compositeur-interprète, bassiste (membre fondateur des groupes UK Subs et The Flying Padovanis) et aussi artiste peintre, possède depuis les années 2000 une maison à Haussez, une résidence secondaire devenue aujourd'hui sa principale[35].